# 有馬純房
有馬 純房（ありま すみふさ）は、安土桃山時代の武将。島津氏の家臣。

## 生涯
姓は有馬氏であるが『本藩人物誌』ではその先祖は不詳とし、文明3年（1471年）12月30日に有馬純安という人物が三人の弟と共に、筑前国の大宰府から日向国真幸院は馬関田の池牟礼に移り住んだのが始まりとしている。純房は純安から数えて6代目にあたる。
永禄12年（1569年）、父・有馬純喬が祁答院氏の城を攻めている最中に討ち死にすると、島津義久はまだ7歳であった純房を召して、父の初名である源七郎を名乗らせた。純房は大隅国帖佐に住んで島津義弘に仕え、後に義弘より藤七兵衛の名を賜る。その後、祖父・純秀が元亀3年（1572年）の木崎原の戦いで討ち死にしたため、家督はその折に継いだものと思われる。
文禄の役が起こると、義弘に従い朝鮮へ渡海する。帰国後は京伏見の在番となり、大山綱宗が罪を犯し切腹と成った際はその検分役を務めている。
慶長5年（1600年）、伏見城の戦いが起こると義弘に従いこれに参加、8月1日の松丸口攻めの際に一番槍となった。しかし、伏見城内で敵と交戦した際に、従者二人と共に討ち死にを遂げた。享年38。